# دار النمر للفن والثقافة
دار النمر للفن والثقافة هي مؤسسة فنية مستقلة غير ربحية، تأسست في العام 2015 في بيروت، في حي كلمنصو أقدم الأحياء اللبنانية. تتألف الدار من ثلاثة طوابق تعود إلى ثلاثينيات القرن الماضي. أسسها رامي رفعت النمر. تتخصص الدار بعرض منتجات ثقافية قديمة ومعاصرة من فلسطين والمنطقة. تسعى المؤسسة إلى تعميق الوعي التاريخي من خلال مـساهمات المتخصصين والكتّاب والمؤرخين والفنانين والموسيقيين والسينمائيين في الإنتاج الثقافي مع القضايا الاجتماعية والتيارات السياسية التي تلعب دوراً في تشكيل المنطقة. وهي مسؤولة أيضاً عن مجموعة النمر الفنية.

## النشأة
بدأ شغف رامي النمر بجمع الأعمال الفنية من مخطوطات ونقود وقطع خزفية وتحف زجاجية وتحف خشبيّة مطعّمة بالصدف، وصلبان وفخار أرمني من القدس ورسوم لمستشرقين. على مدى 40 عاماً ومخطوطات ولوحات وثائق وعملات جمعها في أرشيف يسرد حياة كاملة للفلسطيني، يحمل تراث الثقافة الإسلاميّة والمشرقيّة بما تتنوّع به من أديان ومعتقدات، وتسلّط الضوء على تطوّر التاريخ السياسي للمنطقة وتاريخ فلسطين بشكل خاص، والهوية الفلسطينية التي تحاول إسرائيل إلغاءها. أراد مقاومة محاولات طمس ذاكرة فلسطين من خلال الحفاظ على هويتها وتراثها ومشاركتها مع الآخرين، لذا أسّس دار النمر للفن والثقافة.

## أهدافها
تهدف دار النمر لخلق تعاون بين العالم العربي والخارجي، وإعادة بناء ثقافة الجيل لزيارة المتاحف والمكتبات، ومنح فرص للطلبة الفلسطينين في لبنان للدراسة بأفضل الجامعات والمعاهد عن طريق التكفل بمصاريف أكثر من 160 طالب بالجامعة الأمريكية و 120 طالب في الجامعة اللبنانية الأمريكية، ودمج سكان المخيمات بالحياة الثقافية والتعليمية خاصة مخيم برج البراجنة ونهر البارد ومخيم شاتيلا. وجعل هذه المؤسسة متبر ثقافي وفني كعربون شكر فلسطيني للبنان.

## نشاطاتها
أنشئت المؤسسة لتنظيم وإقامة الأنشطة والفاعليات الثقافية المتنوعة، مثل الندوات والمعارض والمؤتمرات. ويأتي لزيارتها مجموعات كبيرة من السائحين من مختلف البلدان العربية والأجنبية فهو يُعد من الأماكن السياحة في بيروت. وتقيم المؤسسة عرضاً سنوياً لمجموعة مقتنيات رامي النمر، بالإضافة إلى تقديم أفلام ومسرحيات وعروض موسيقية، ونقاشات في مختلف المجالات الثقافية. واستقبال أطفال المخيمات الذين يتعرّفون على الهوية والتراث الفلسطيني.